# Louisville (Kansas)
Louisville es una ciudad ubicada en el condado de Pottawatomie en el estado estadounidense de Kansas. En el año 2010 tenía una población de 188 habitantes y una densidad poblacional de 144,62 personas por km².

## Geografía
Louisville se encuentra ubicada en las coordenadas 39°15′3″N 96°18′51″O / 39.25083, -96.31417 (39.250863, -96.314041).

## Demografía
Según la Oficina del Censo en 2000 los ingresos medios por hogar en la localidad eran de $35,568 y los ingresos medios por familia eran $37,045. Los hombres tenían unos ingresos medios de $26,250 frente a los $18,472 para las mujeres. La renta per cápita para la localidad era de $15,741. Alrededor del 12.2% de la población estaban por debajo del umbral de pobreza.